# Oostburg
Oostburg – wieś w Stanach Zjednoczonych, w stanie Wisconsin, w hrabstwie Sheboygan.